# Roberto Bencivenga
Roberto Bencivenga  (né le 2 octobre 1872 à Rome et mort le 24 octobre 1949  dans la même ville) est un général et politicien italien.

## Biographie

### Principales fonctions
- Député de la XXVIIe législature du royaume d'Italie
- Député de la Consulta Nazionale
- Député de l'Assemblée constituante de la République italienne
- Sénateur de la Ier législature de la République italienne
- Officier du Regio Esercito
- Adhérant du parti Fronte dell'Uomo Qualunque
- Franc-maçon, initié avant le fascisme, adhérant au Grand Orient d'Italie (GOI), en 1943 il a fait partie de la « régence maçonnique » de Sicile, qui regroupe plusieurs loges en activité dans l'île, qui entrent dans la Grande Loge d'Italie au mois d'août 1945.